# Flota Mării Negre (rusă)
Flota Mării Negre (în rusă Черноморский флот) este un eșalon operațional-strategic al Flotei Maritime Militare Ruse. A fost fondată de prințul Grigori Alexandrovici Potiomkin în 13 mai 1783 împreună cu portul Sevastopol, baza sa principală.
Flota Mării Negre este compusă în prezent din: 
- Divizia 30 Nave de suprafață

- Brigada 11 Nave antisubmarin

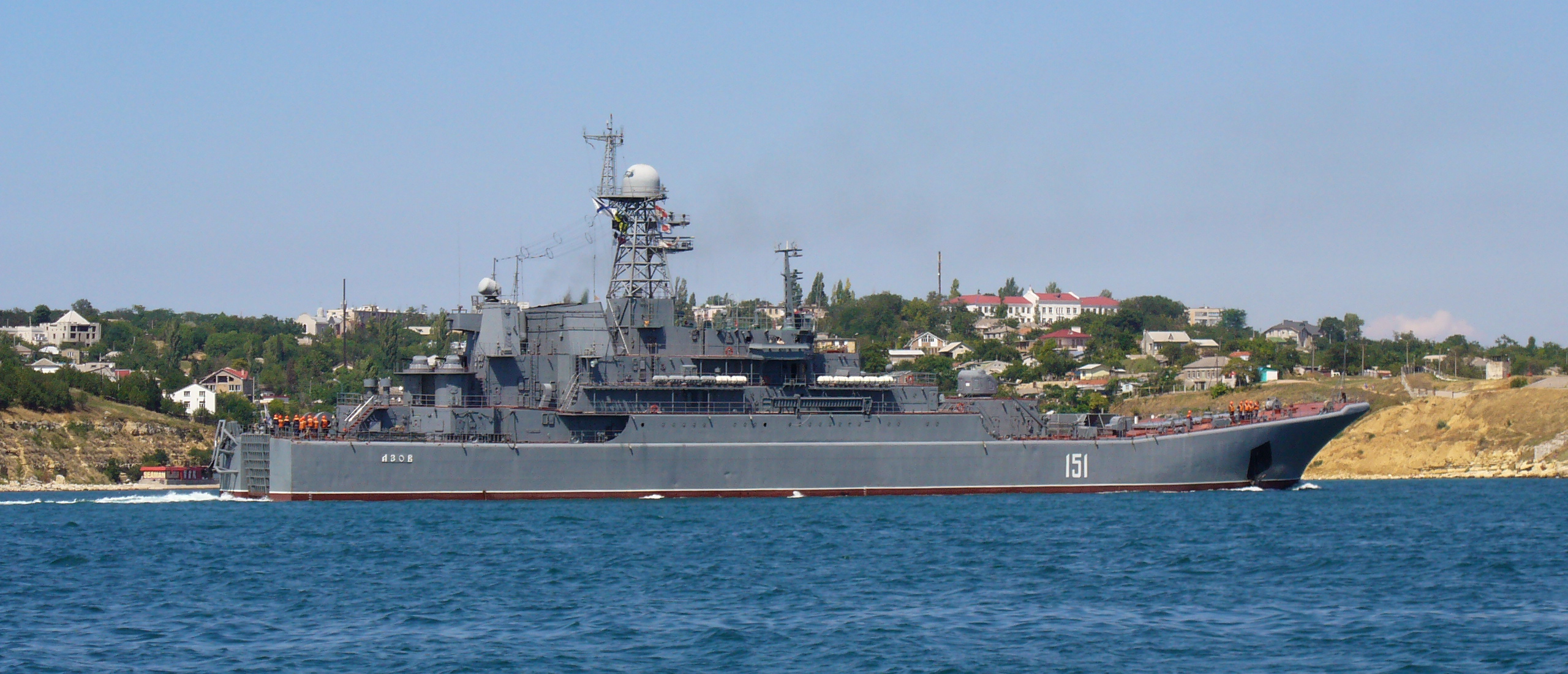

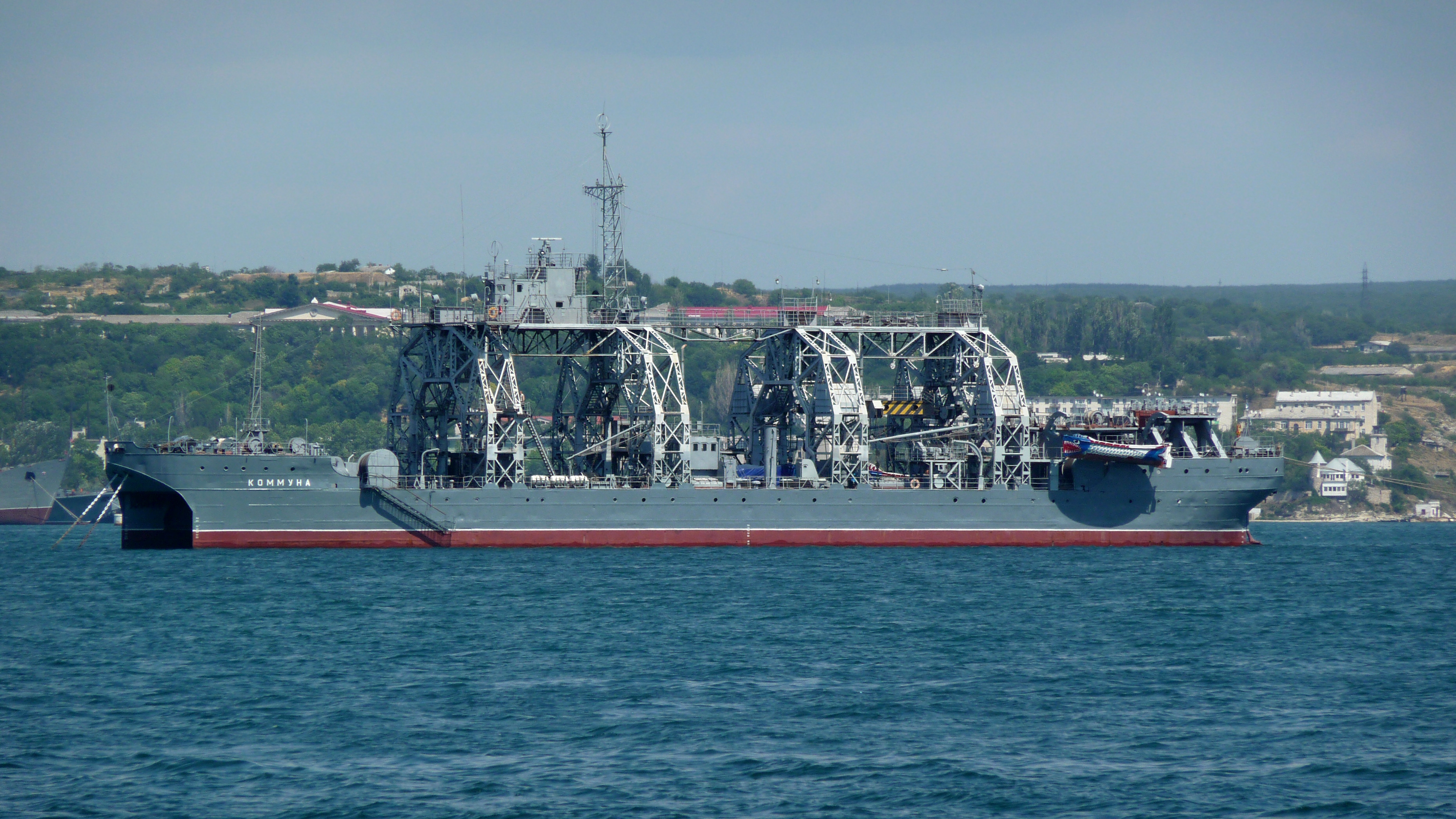

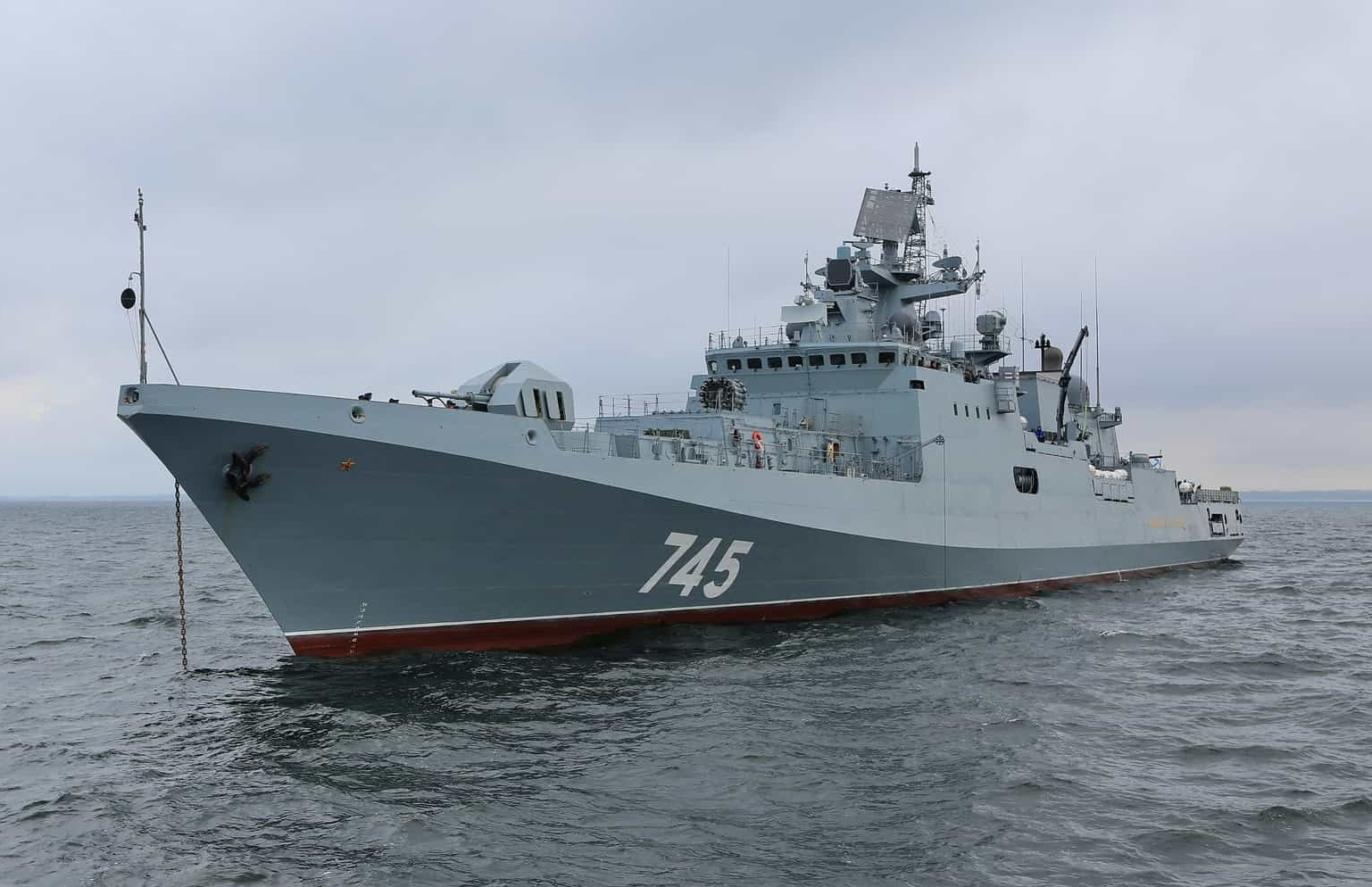

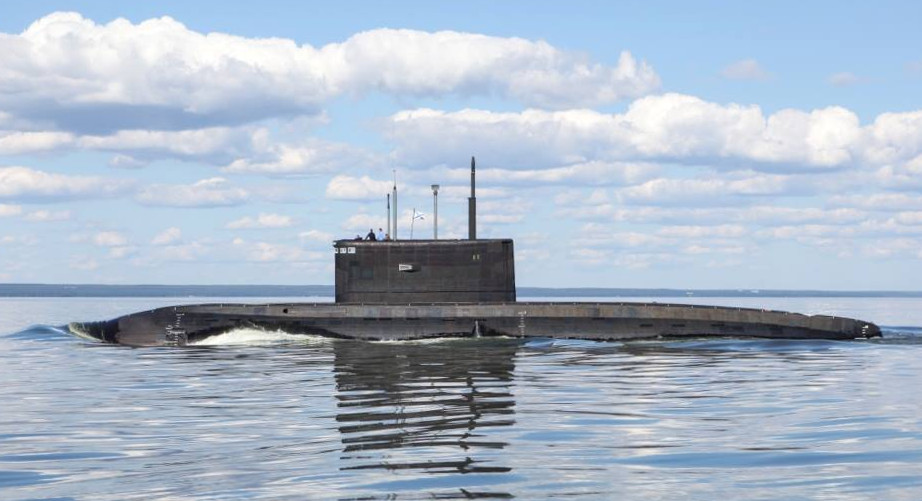

- Crucișătorul purtător de rachete Moskva
- Distrugătorul purtător de rachete Smetlivi
- Fregata purtătoare de rachete Ladnîi
- Fregata purtătoare de rachete Pitlivii
- Fregata purtătoare de rachete Admiral Grigorovich
- Fregata purtătoare de rachete Admiral Essen

- Brigada 197 Nave de asalt

- 3 nave de desant din clasa Tapir
- 4 nave de desant din clasa 775

- Divizia 247 independentă de submarine

- Submarinul Diesel-electric de atac Alrosa (din clasa Kilo)
- Submarinul Diesel-electric de atac Novorossiysk (din clasa Improved Kilo)
- Submarinul Diesel-electric de atac Rostov na Donu (din clasa Improved Kilo)
- Submarinul Diesel-electric de atac Staryy Oskol (din clasa Improved Kilo)
- Submarinul Diesel-electric de atac Krasnodar (din clasa Improved Kilo)

- Brigada 68 de nave de apărare costală

- Divizionul 400 Nave antisubmarin

- 4 corvete antisubmarin din clasa Albatros
- 1 corvetă antisubmarin din clasa Mukha

- Divizionul 418 dragoare

- 4 dragoare maritime din clasa 266M - Avkvamarin

- Brigada 41 vedete purtătoare de rachete

- Divzionul 166 Novorossiisk nave usoare purtătoare de rachete

- 2 corvete purtătoare de rachete din clasa Dergaci
- 2 corvete purtătoare de rachete din clasa Ovod

- Divizionul 295 Sulinsk vedete purtătoare de rachete

- 1 vedetă purtătoare de rachete din clasa Vichr
- 5 vedete purtătoare de rachete din clasa Molnia

- Brigada 184 Novorossiisk de apărare costală

- 2 corvete antisubmarin din clasa Albatros
- 1 dragor maritim din clasa 1266
- 1 dragor maritim din clasa 266M - Avkvamarin
- 2 dragoare de radă din clasa Iakont

- Brigada 11 independentă de artilerie-rachete de coastă

- 3 sisteme de rachete anti-navă K-300P Bastion-P

- Brigada 810 infanterie marină

- Batalionul 382 independent de infanterie marină

- Regimentul 25 independent de elicoptere anti-submarin

- cca. 20 elicoptere Ka-27 și Mi-14

- Regimentul 917 independent mixt de aviație

- cca. 10 avioane de transport An-2, An-12, An-26
- 4 hidroavioane Be-12
- 10 elicoptere Mi-8

- Escadrila 43 independentă de aviație navală de atac

- 22 avioane de atac Su-22

## Legături externe
- Mistral: Noi capacități ale infanteriei marine Arhivat în 17 octombrie 2013, la Wayback Machine. În Franța a fost lansată la apă nava de desant universală Vladivostok, de tip Mistral. Experții consideră că nava va consolida capacitatea flotei ruse.
- Pe cine ține în șah flota rusă din Crimeea Componența și capacitatea Flotei la Mara Neagră
- Rusia anunță consolidarea Flotei militare de la Marea Neagră, Adevărul, 6 mai 2014